# Eisenbahngesetz vom 29. März 1924
Das dänische Eisenbahngesetz vom 29. März 1924 - Gesetz Nr. 74 über die Eisenbahnanlagen im Landesteil Südjytland - (dänisch Jernbaneloven af 29. marts 1924 - Lov nr. 74 om jernbaneanlæg i de sønderjyske landsdele) war neben den drei großen Eisenbahngesetzen Dänemarks von 1894, 1908 und 1918, mit denen Bau und Betrieb der meisten dänischen Privatbahnen genehmigt wurden, eine wichtige gesetzliche Grundlage für den Eisenbahnbetrieb in Dänemark. 
In diesem Gesetz wurde auf den Betrieb und die Erweiterung der vor dem Ersten Weltkrieg in Nordschleswig von der Preußischen Staatseisenbahn und anderen privaten Gesellschaften errichteten Strecken eingegangen.
Das Gesetz betraf die Bahnstrecken in dem bis zur Volksabstimmung in Schleswig 1920 zu Deutschland gehörenden Teil Sønderjyllands. Mit ihm sollten diese Strecken auf die gleiche technische Ausbaustufe wie die übrigen Strecken in Dänemark gebracht werden. Diese Strecken fielen vor dem Ersten Weltkrieg nicht unter die genannten dänischen Eisenbahngesetze. Nach dem Krieg waren viele Streckenabschnitte beschädigt, die schmalspurigen Kreisbahnen (dänisch Amtsbaner) waren mit wenig belastbaren Schienen errichtet worden und hatten sehr oft eine umständliche Linienführung.
Durch das Gesetz wurden die Konzessionen für den Bau und den Betrieb der folgenden normalspurigen Privatbahnen vergeben: 
1. Von einem Punkt (Schnittpunkt mit dem Hejls landevej oder Taps) an der Bahnstrecke Kolding–Vamdrup Øst über Christiansfeld und Fjelstrup nach Haderslev, um die bestehende Kreisbahnstrecke Christiansfeld–Haderslev zu ersetzen.
2. Von Vejen über Skodborg und Rødding nach Gram, um die bestehende Kreisbahnstrecke Gram–Rødding zu ersetzen.
3. Von Gram über Arnum und Toftlund nach Bedsted, um die bestehenden Kreisbahnstrecken Gramm–Arnum und Arnum–Toftlund–Agerskov zu ersetzen.
4. Mommarkbanen von Sønderborg nach Mommark, um die bestehende Kreisbahnstrecke zwischen Sønderborg und Mommark zu ersetzen und eine zusätzliche Verbindung über eine Eisenbahnbrücke über den Als Sund zum Staatsbahnhof von Sønderborg zu errichten. Die Details für den Bau der Brücke wurden mit dem Gesetz Nr. 72 vom 29. März 1924 gesondert festgelegt.[1] Ihr Bau erfolgte von 1925 bis 1930. Am 7. Oktober 1930 wurde die Kong Christian den X’s Bro vom Namensgeber, König Christian X., eröffnet.
5. Von Vojens über Gram, Fole und Obbekær nach Ribe, um die bestehende Kreisbahnstrecke Vojens–Gram zu ersetzen.

Das Ministerium für öffentliche Arbeiten erhielt die Genehmigung, auf Staatskosten eine Normalspurbahn von Rødekro nach Løgumkloster (dänisch Klosterbanen) zu errichten und zu betreiben, um die bestehende Kreisbahnstrecke Hovslund–Løgumkloster zu ersetzen. 
Nur zwei der aufgeführten Projekte dieses Gesetzes wurden ausgeführt: Klosterbanen und Mommarkbanen, die beide vom Staat errichtet wurden. Die anderen Strecken wurden durch den Linienverkehr auf der Straße bedient, als die Kreisbahnen zwischen den 1920er- und 1930er-Jahren stillgelegt wurden.